# Hochtannenkopf
Der Hochtannenkopf ist ein 1184 m ü. NHN hoher Berg auf dem Gebiet der Gemeinde Wackersberg, südlich von Bad Tölz in Bayern.
Er kann als Bergwanderung von Arzbach aus erreicht werden, am Ende kurz weglos. Der Gipfel selbst ist bewaldet und bietet wenig Aussicht. An den Südhängen des Hochtannenkopfes befinden sich die Almen Lexenalm, Brunnlocheralm und Probstbauernalm.

## Galerie

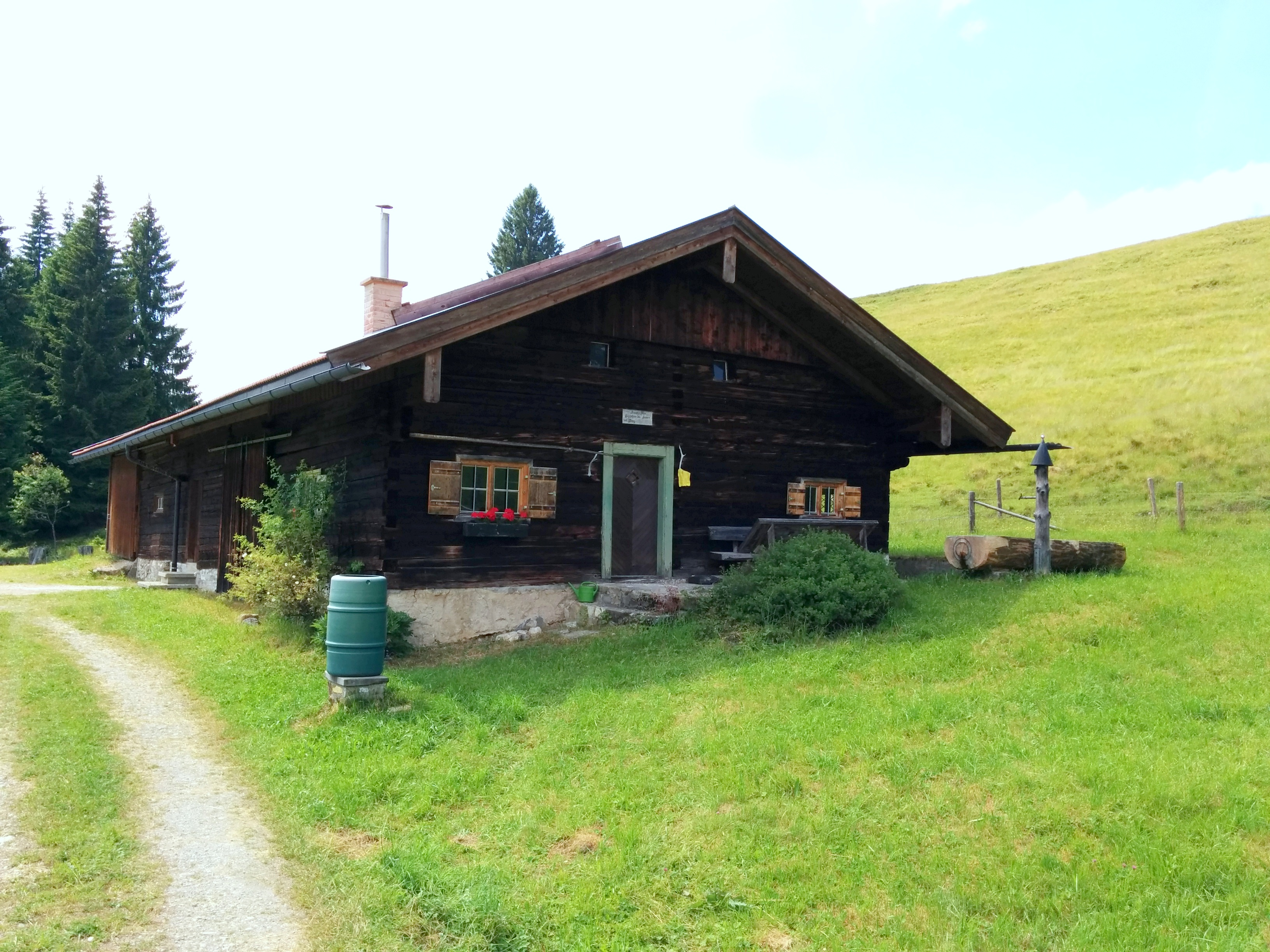
Lexenalm
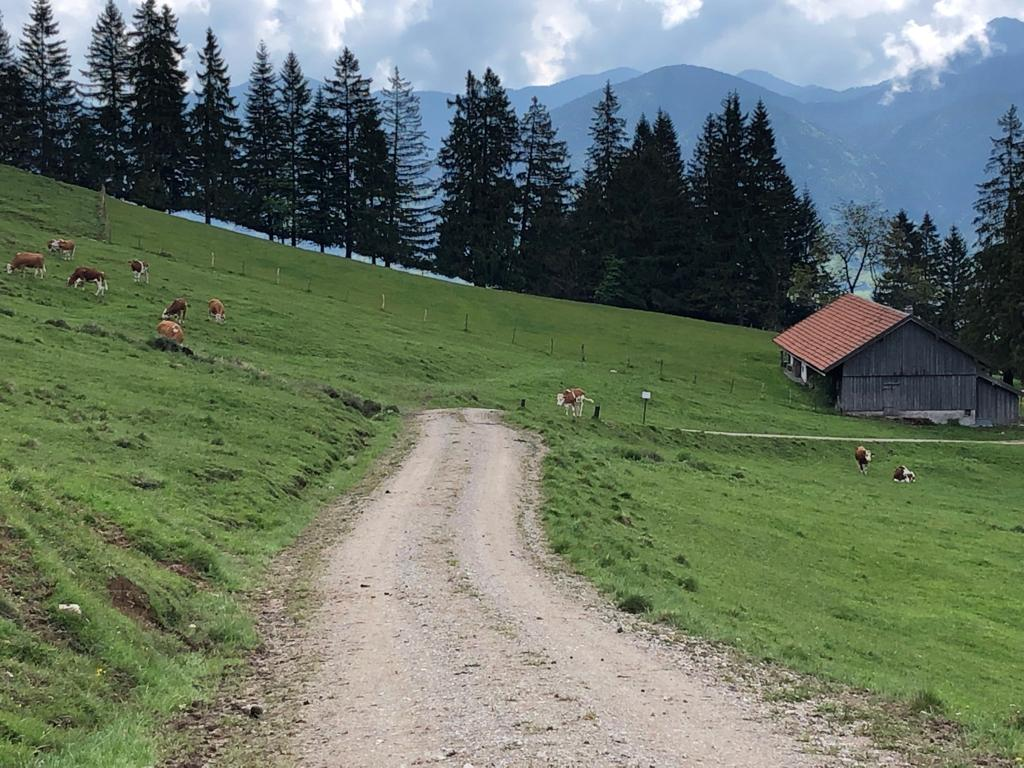
Brunnlocheralm
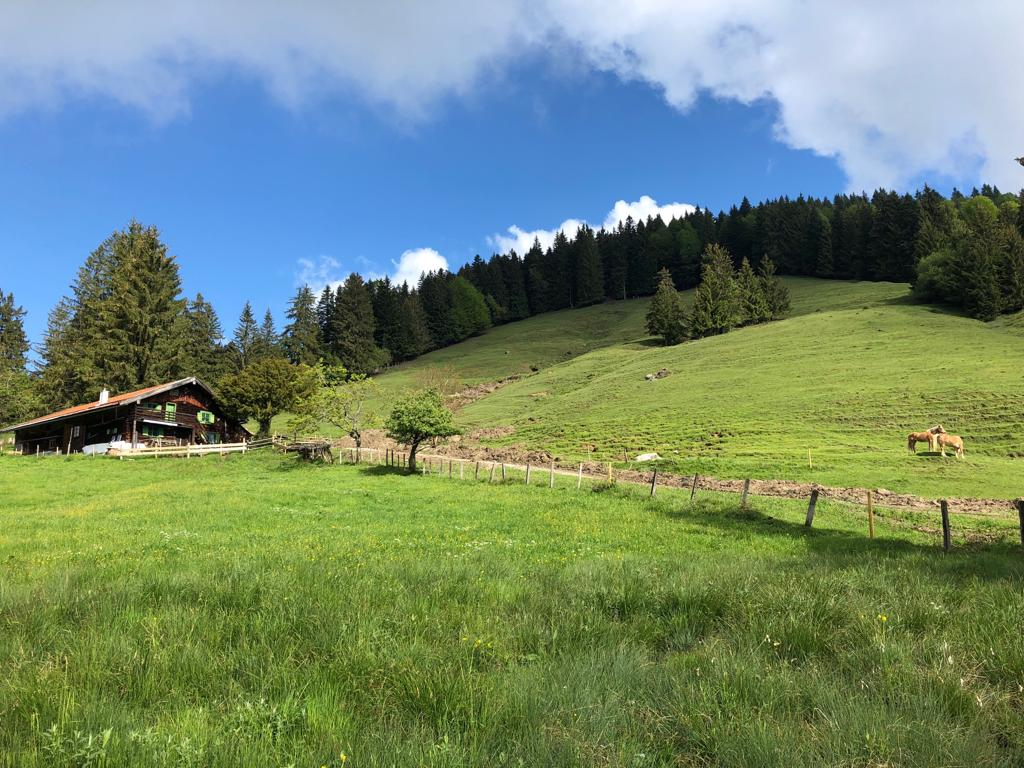
Probstbauernalm